# Владо Яневський
Владо Яневскі (мак. Владо Јаневски; нар. 27 листопада 1960) — македонський співак. Закінчив 
Університет св. Кирила і Мефодія (філологічний факультет). Перший представник Македонії на Євробаченні. Переможець музичного фестивалю МакФест (1994).

## Дискографія
- 1993: Парче душа
- 1996: Сѐ најдобро
- 1996: Далеку е небото
- 2002: Има нешто посилно од сѐ
- 2004: Ваков или таков
- 2006: Повторно се заљубувам во тебе

| Гітара | Це незавершена стаття про співака. Ви можете допомогти проєкту, виправивши або дописавши її. |